# Alone (película de 1997)
Alone es un telefilme estadounidense del género drama de 1997, dirigido por Michael Lindsay-Hogg, escrito por Horton Foote, musicalizado por David Shire, en la fotografía estuvo Jeffrey Jur y los protagonistas son Hume Cronyn, James Earl Jones y Ed Begley Jr., entre otros. Este largometraje fue producido por Showtime Networks y se estrenó el 21 de diciembre de 1997.

## Sinopsis
El granjero viudo, John Webb, ha estado decaído desde el fallecimiento de su mujer, Bessie. Tiene ganas de seguir con su cosecha anual, pero no cuenta con suficiente dinero, así que va a tener que tomar algunas determinaciones complicadas sobre su granja.